# Nazionale maschile di football americano della Francia
La nazionale di football americano della Francia (équipe de France de football américain) è la selezione maggiore maschile di football americano della Federazione Francese di Football Americano, che rappresenta la Francia nelle varie competizioni ufficiali o amichevoli riservate a squadre nazionali.

## Risultati
Legenda: Grassetto: Risultato migliore, Corsivo: Mancate partecipazioni

## Dettaglio stagioni

### Amichevoli
| Stagione | Vin | Par | Per | Tot | PF  | PS  | avversaria                             |
| -------- | --- | --- | --- | --- | --- | --- | -------------------------------------- |
| 1985     | 0   | 0   | 2   | 2   | 0   | 35  | Stati Uniti                            |
| 1989     | 1   | 0   | 0   | 1   | 74  | 6   | Spagna                                 |
| 1991     | 2   | 0   | 0   | 2   | 60  | 14  | Australia                              |
| 1992     | 1   | 0   | 1   | 2   | 40  | 54  | UQO Torrents, Albright Lions           |
| 1994     | 0   | 0   | 1   | 1   | 15  | 21  | Etoiles du Quebec                      |
| 1998     | 0   | 0   | 1   | 1   | 12  | 19  | Central College                        |
| 2001     | 1   | 0   | 0   | 1   | 48  | 20  | Stuttgart Scorpions                    |
| 2003     | 1   | 0   | 0   | 1   | 60  | 0   | Rep. Ceca                              |
| 2004     | 0   | 0   | 1   | 1   | 8   | 12  | Svezia                                 |
| 2006     | 0   | 0   | 1   | 1   | 3   | 33  | Stati Uniti                            |
| 2008     | 1   | 0   | 1   | 2   | 33  | 30  | Gran Bretagna, Svezia                  |
| 2009     | 0   | 0   | 1   | 1   | 21  | 49  | Germania                               |
| 2012     | 1   | 0   | 0   | 1   | 26  | 14  | Svezia                                 |
| 2013     | 2   | 0   | 1   | 3   | 107 | 75  | Augustana Vikings, Svezia, Team Eagles |
| Totale   | 10  | 0   | 10  | 20  | 477 | 380 |                                        |

Fonte: americanfootballitalia.com

### Tornei

#### Giochi mondiali
| Stagione | regular season | regular season | regular season | regular season | regular season | regular season | playoff | playoff | playoff | playoff | playoff | playoff     | playoff    |
|          | Vin            | Par            | Per            | Tot            | PF             | PS             | Vin     | Per     | Tot     | PF      | PS      | risultato   | avversaria |
| -------- | -------------- | -------------- | -------------- | -------------- | -------------- | -------------- | ------- | ------- | ------- | ------- | ------- | ----------- | ---------- |
| 2005     | -              | -              | -              | -              | -              | -              | 1       | 1       | 2       | 21      | 29      | Terzo posto | Australia  |
| 2017     | -              | -              | -              | -              | -              | -              | 2       | 0       | 2       | 42      | 8       | Campioni    | Germania   |
| Totale   | -              | -              | -              | -              | -              | -              | 3       | 1       | 4       | 76      | 35      |             |            |

Fonte: americanfootballitalia.com

#### Mondiali

##### Fase finale
| Stagione | regular season | regular season | regular season | regular season | regular season | regular season | playoff | playoff | playoff | playoff | playoff | playoff      | playoff       |
|          | Vin            | Par            | Per            | Tot            | PF             | PS             | Vin     | Per     | Tot     | PF      | PS      | risultato    | avversaria    |
| -------- | -------------- | -------------- | -------------- | -------------- | -------------- | -------------- | ------- | ------- | ------- | ------- | ------- | ------------ | ------------- |
| 2003     | -              | -              | -              | -              | -              | -              | 0       | 2       | 2       | 13      | 59      | Quarto posto | Germania      |
| 2007     | 0              | 0              | 2              | 2              | 14             | 64             | 0       | 1       | 1       | 14      | 67      | Sesto posto  | Corea del Sud |
| 2011     | 1              | 0              | 2              | 3              | 44             | 96             | 0       | 1       | 1       | 17      | 21      | Sesto posto  | Germania      |
| 2015     | 2              | 0              | 1              | 3              | 84             | 91             | 0       | 1       | 1       | 7       | 20      | Sesto posto  | Messico       |
| Totale   | 3              | 0              | 5              | 8              | 142            | 251            | 0       | 5       | 5       | 49      | 167     |              |               |

Fonte: americanfootballitalia.com

##### Qualificazioni
| Stagione | regular season | regular season | regular season | regular season | regular season | regular season | playoff | playoff | playoff | playoff | playoff | playoff   | playoff    |
|          | Vin            | Par            | Per            | Tot            | PF             | PS             | Vin     | Per     | Tot     | PF      | PS      | risultato | avversaria |
| -------- | -------------- | -------------- | -------------- | -------------- | -------------- | -------------- | ------- | ------- | ------- | ------- | ------- | --------- | ---------- |
| 2002     | -              | -              | -              | -              | -              | -              | 2       | 0       | 2       | 37      | 0       |           | Finlandia  |
| 2007     | -              | -              | -              | -              | -              | -              | 1       | 0       | 2       | 25      | 6       |           | Finlandia  |
| Totale   | -              | -              | -              | -              | -              | -              | 3       | 0       | 3       | 62      | 6       |           |            |

Fonte: americanfootballitalia.com

#### Europei

##### Europeo ante-2001/Europeo A

###### Fase finale
| Stagione | regular season | regular season | regular season | regular season | regular season | regular season | playoff | playoff | playoff | playoff | playoff | playoff       | playoff        |
|          | Vin            | Par            | Per            | Tot            | PF             | PS             | Vin     | Per     | Tot     | PF      | PS      | risultato     | avversaria     |
| -------- | -------------- | -------------- | -------------- | -------------- | -------------- | -------------- | ------- | ------- | ------- | ------- | ------- | ------------- | -------------- |
| 1983     | -              | -              | -              | -              | -              | -              | 0       | 2       | 2       | 72      | 27      | Quarto posto  | Germania Ovest |
| 1985     | -              | -              | -              | -              | -              | -              | 0       | 2       | 2       | 0       | 26      | Quarto posto  | Germania Ovest |
| 1991     | 2              | 0              | 0              | 2              | 42             | 13             | 0       | 2       | 2       | 12      | 69      | Quarto posto  | Paesi Bassi    |
| 2010     | 2              | 0              | 0              | 2              | 64             | 7              | 0       | 1       | 1       | 10      | 26      | Secondo posto | Germania       |
| 2014     | 1              | 0              | 1              | 2              | 72             | 28             | 1       | 0       | 1       | 35      | 21      | Terzo posto   | Finlandia      |
| 2018     | 2              | 0              | 0              | 2              | 63             | 23             | 1       | 0       | 1       | 28      | 14      | Campioni      | Austria        |
| 2021     | -              | -              | -              | -              | -              | -              | 0       | 2       | 2       | 6       | 49      | Quarto posto  | Finlandia      |
| 2023     | -              | -              | -              | -              | -              | -              | 1       | 1       | 2       | 53      | 7       | Settimo posto | Serbia         |
| Totale   | 7              | 0              | 1              | 8              | 241            | 71             | 3       | 10      | 13      | 216     | 239     |               |                |

Fonte: americanfootballitalia.com

###### Qualificazioni
| Stagione | regular season | regular season | regular season | regular season | regular season | regular season | playoff | playoff | playoff | playoff | playoff | playoff   | playoff       |
|          | Vin            | Par            | Per            | Tot            | PF             | PS             | Vin     | Per     | Tot     | PF      | PS      | risultato | avversaria    |
| -------- | -------------- | -------------- | -------------- | -------------- | -------------- | -------------- | ------- | ------- | ------- | ------- | ------- | --------- | ------------- |
| 1987     | -              | -              | -              | -              | -              | -              | 0       | 2       | 2       | 2       | 84      |           | Gran Bretagna |
| 1988     | -              | -              | -              | -              | -              | -              | 1       | 0       | 1       | 13      | 6       |           | Paesi Bassi   |
| 1989     | -              | -              | -              | -              | -              | -              | 0       | 1       | 1       | 7       | 35      |           | Gran Bretagna |
| 1990     | -              | -              | -              | -              | -              | -              | 1       | 0       | 1       | 40      | 0       |           | Spagna        |
| 1992     | -              | -              | -              | -              | -              | -              | 0       | 1       | 1       | 0       | 25      |           | Italia        |
| 1994     | -              | -              | -              | -              | -              | -              | 1       | 1       | 2       | 78      | 20      |           | Italia        |
| 1998     | -              | -              | -              | -              | -              | -              | 0       | 1       | 1       | 0       | 48      |           | Gran Bretagna |
| 2001     | -              | -              | -              | -              | -              | -              | 0       | 1       | 1       | 18      | 31      |           | Germania      |
| 2019     | 2              | 0              | 0              | 2              | 41             | 10             | -       | -       | -       | -       | -       |           | -             |
| 2022     | 1              | 0              | 1              | 2              | 16             | 37             | -       | -       | -       | -       | -       |           | -             |
| 2024     | 0              | 0              | 2              | 2              | 16             | 24             | -       | -       | -       | -       | -       |           | -             |
| Totale   | 3              | 0              | 3              | 6              | 73             | 71             | 3       | 7       | 10      | 158     | 249     |           |               |

Fonte: americanfootballitalia.com

##### Europeo B
| Stagione | regular season | regular season | regular season | regular season | regular season | regular season | playoff | playoff | playoff | playoff | playoff | playoff       | playoff    |
|          | Vin            | Par            | Per            | Tot            | PF             | PS             | Vin     | Per     | Tot     | PF      | PS      | risultato     | avversaria |
| -------- | -------------- | -------------- | -------------- | -------------- | -------------- | -------------- | ------- | ------- | ------- | ------- | ------- | ------------- | ---------- |
| 2004     | 2              | 0              | 1              | 3              | 64             | 24             | -       | -       | -       | -       | -       | Secondo posto |            |
| Totale   | 2              | 0              | 1              | 3              | 64             | 24             | -       | -       | -       | -       | -       |               |            |

Fonte: americanfootballitalia.com

### Riepilogo partite disputate
| Anno            | Luogo                | Evento                  | Fase del torneo           | Incontro                      | Risultato     |
| 23 luglio 1983  | Castel Giorgio       | Europeo                 | Quarti di finale          | Finlandia - Francia           | 52 - 0        |
| 1983            | Castel Giorgio       | Europeo                 | Spareggio                 | Francia - Austria             | 72 - 0        |
| 1983            | Castel Giorgio       | Europeo                 | Finale 3º - 4º posto      | Germania Ovest - Francia      | 27 - 20       |
| 1985            | Hersham              | Amichevole              |                           | Gran Bretagna - Francia       | 7 - 0         |
| 1985            | Fréjus               | Amichevole              |                           | Francia - Stati Uniti         | 0 - 28        |
| 10 luglio 1985  | Milano               | Europeo                 | Semifinale                | Finlandia - Francia           | 13 - 0        |
| 1985            | Milano               | Europeo                 | Finale 3º - 4º posto      | Germania Ovest - Francia      | 13 - 0        |
| 1987            | Dunkerque            | Europeo                 | Qualificazioni            | Francia - Gran Bretagna       | 2 - 58        |
| 1987            | Birmingham           | Europeo                 | Qualificazioni            | Gran Bretagna - Francia       | 26 - 0        |
| 1988            | Amsterdam            | Europeo                 | Qualificazioni            | Paesi Bassi - Francia         | 6 - 13        |
| 1989            | Istres               | Amichevole              |                           | Francia - Spagna              | 74 - 6        |
| 1989            | Birmingham           | Europeo                 | Qualificazioni            | Gran Bretagna - Francia       | 35 - 7        |
| 1990            | Barcellona           | Europeo                 | Qualificazioni            | Spagna - Francia              | 0 - 40        |
| 1991            | Albertville          | Amichevole              |                           | Francia - Russia              | 26 - 14       |
| 1991            | Orléans              | Amichevole              |                           | Francia - Australia           | 34 - 0        |
| 1991            | Vienna               | Europeo                 | Qualificazioni            | Austria - Francia             | 7 - 35        |
| 1991            | Tolone               | Europeo                 | Qualificazioni            | Francia - Italia              | 7 - 6         |
| 1991            | Helsinki             | Europeo                 | Semifinale                | Finlandia - Francia           | 52 - 0        |
| 1991            | Helsinki             | Europeo                 | Finale 3º - 4º posto      | Paesi Bassi - Francia         | 17 - 12       |
| 1992            | Sainte Maxime        | Amichevole              |                           | Francia - UQO Torrents        | 40 - 13       |
| 1992            | Vichy                | Amichevole              |                           | Francia - Albright Lions      | 0 - 41        |
| 1992            | Nizza                | Europeo                 | Qualificazioni            | Francia - Italia              | 0 - 25        |
| 1994            | Nantes               | Amichevole              |                           | Francia - Etoiles du Quebec   | 15 - 21       |
| 1994            | Tolosa               | Europeo                 | Qualificazioni            | Francia - Spagna              | 71 - 6        |
| 1994            | Évry                 | Europeo                 | Qualificazioni            | Francia - Italia              | 7 - 14        |
| 1998            | ?                    | Amichevole              |                           | Francia - Central College     | 12 - 19       |
| 1998            | Milton Keynes        | Europeo                 | Qualificazioni            | Gran Bretagna - Francia       | 48 - 0        |
| 2001            | Thonon-les-Bains     | Amichevole              |                           | Francia - Stuttgart Scorpions | 48 - 20       |
| 2001            | Nîmes                | Europeo                 | Quarti di finale          | Francia - Germania            | 18 - 31       |
| 2002            | Stoccolma            | Mondiale                | Qualificazioni            | Svezia - Francia              | 0 - 23        |
| 2002            | Helsinki             | Mondiale                | Qualificazioni            | Finlandia - Francia           | 0 - 14        |
| 2003            | Wiesbaden            | Mondiale                | Semifinale                | Giappone - Francia            | 23 - 6        |
| 2003            | Francoforte sul Meno | Mondiale                | Finale 3º - 4º posto      | Germania - Francia            | 36 - 7        |
| 2003            | Strasburgo           | Amichevole              |                           | Francia - Rep. Ceca           | 60 - 0        |
| 2004            | Amiens               | Europeo B               | Girone                    | Francia - Spagna              | 28 - 0        |
| 2004            | Amiens               | Europeo B               | Girone                    | Russia - Francia              | 6 - 19        |
| 2004            | Amiens               | Europeo B               | Girone                    | Gran Bretagna - Francia       | 18 - 17       |
| 2004            | Lilla                | Amichevole              |                           | Francia - Svezia              | 8 - 12        |
| 2005            | Duisburg             | Giochi Mondiali         | Semifinale                | Svezia - Francia              | 29 - 7        |
| 2005            | Duisburg             | Giochi Mondiali         | Finale 3º -4º posto       | Francia - Australia           | 14 - 0        |
| 2006            | Thonon-les-Bains     | Amichevole              |                           | Francia - Stati Uniti         | 3 - 33        |
| 2007            | Aix-en-Provence      | Mondiale                | Qualificazioni            | Francia - Finlandia           | 25 - 6        |
| 2007            | Kawasaki             | Mondiale                | Girone                    | Giappone - Francia            | 48 - 0        |
| 2007            | Kawasaki             | Mondiale                | Girone                    | Francia - Svezia              | 14 - 16       |
| 2007            | Kawasaki             | Mondiale                | Finale 5º - 6º posto      | Francia - Corea del Sud       | 0 - 3         |
| 2008            | Amiens               | Amichevole              |                           | Francia - Gran Bretagna       | 6 - 13        |
| 2008            | Stoccolma            | Amichevole              |                           | Svezia - Francia              | 17 - 27       |
| 2009            | Valence              | Amichevole              |                           | Francia - Germania            | 21 - 49       |
| 2010            | Wetzlar              | Europeo A               | Girone                    | Svezia - Francia              | 7 - 14        |
| 2010            | Wiesbaden            | Europeo A               | Girone                    | Francia - Gran Bretagna       | 50 - 0        |
| 2010            | Francoforte sul Meno | Europeo A               | Finale                    | Germania - Francia            | 26 - 10       |
| 2011            | Graz                 | Mondiale                | Girone                    | Francia - Canada              | 10 - 45       |
| 2011            | Graz                 | Mondiale                | Girone                    | Giappone - Francia            | 35 - 10       |
| 2011            | Graz                 | Mondiale                | Girone                    | Austria - Francia             | 16 - 24       |
| 2011            | Vienna               | Mondiale                | Finale 5º - 6º posto      | Germania - Francia            | 21 - 17       |
| 2012            | Strasburgo           | Amichevole              |                           | Francia - Svezia              | 26 - 14       |
| 2013            | Villeneuve d'Ascq    | Amichevole              |                           | Francia - Augustana Vikings   | 14 - 20       |
| 2013            | Örebro               | Amichevole              |                           | Svezia - Francia              | 48 - 57       |
| 2013            | Le Mans              | Amichevole              |                           | Francia - Team Eagles         | 36 - 7        |
| 2014            | Graz                 | Europeo A               | Girone                    | Danimarca - Francia           | 0 - 65        |
| 2014            | Graz                 | Europeo A               | Girone                    | Francia - Austria             | 9 - 28        |
| 2014            | Vienna               | Europeo A               | Finale 3º - 4º posto      | Finlandia - Francia           | 21 - 35       |
| 2015            | Canton               | Mondiale                | Prima fase                | Francia - Brasile             | 31 - 6        |
| 2015            | Canton               | Mondiale                | Prima fase                | Francia - Australia           | 53 - 3        |
| 2015            | Canton               | Mondiale                | Prima fase                | Francia - Stati Uniti         | 0 - 82        |
| 2015            | Canton               | Mondiale                | Finale 3º - 4º posto      | Messico - Francia             | 20 - 7        |
| 17 luglio 2016  | Castel Giorgio       | Il Ritorno dei Supermen |                           | Italia - Francia              | 15 - 23       |
| 2017            | Breslavia            | Giochi Mondiali         | Semifinale                | Polonia - Francia             | 2 - 28        |
| 2017            | Breslavia            | Giochi Mondiali         | Finale                    | Germania - Francia            | 6 - 14        |
| 2018            | Vantaa               | Europeo                 | Girone                    | Gran Bretagna - Francia       | 9 - 42        |
| 2018            | Vantaa               | Europeo                 | Girone                    | Francia - Finlandia           | 21 - 14       |
| 2018            | Vantaa               | Europeo                 | Finale                    | Austria - Francia             | 14 - 28       |
| 13 ottobre 2019 | Jihlava              | Europeo A               | Qualificazioni            | Rep. Ceca - Francia           | 3 - 28        |
| 9 novembre 2019 | Villeneuve-d'Ascq    | Europeo A               | Qualificazioni            | Francia - Serbia              | 13 - 7        |
| 7 agosto 2021   | Piacenza             | Europeo A               | Semifinale                | Italia - Francia              | 35 - 0 d.g.s. |
| 30 ottobre 2021 | Vantaa               | Europeo A               | Finale 3º - 4º posto      | Finlandia - Francia           | 14 - 6        |
| 9 ottobre 2022  | Marsiglia            | Europeo A               | Qualificazioni            | Francia - Austria             | 7 - 35        |
| 5 novembre 2022 | Budapest             | Europeo A               | Qualificazioni            | Ungheria - Francia            | 2 - 9         |
| 5 agosto 2023   | Coventry             | Europeo A               | Semifinale 5º - 8º posto  | Gran Bretagna - Francia       | 7 - 6         |
| 29 ottobre 2023 | Avignone             | Europeo A               | Finale 7º - 8º posto      | Francia - Serbia              | 47 - 0        |
| 20 ottobre 2024 | Lilla                | Europeo A               | Qualificazioni            | Francia - Rep. Ceca           | 7 - 14        |
| 26 ottobre 2024 | Vantaa               | Europeo A               | Qualificazioni            | Finlandia - Francia           | 10 - 9        |
| 2025            |                      | Europeo A               | Semifinale 9º - 12º posto | Francia - Serbia              |               |

## Confronti con le altre Nazionali
Questi sono i saldi della Francia nei confronti delle Nazionali incontrate.

### Saldo positivo
| Nazionale | Giocate | Vinte | Pareggiate | Perse | PF  | PS  | Ultima vittoria | Ultimo pari | Ultima sconfitta |
| --------- | ------- | ----- | ---------- | ----- | --- | --- | --------------- | ----------- | ---------------- |
| Spagna    | 4       | 4     | 0          | 0     | 213 | 12  | 2004            | -           | -                |
| Australia | 3       | 3     | 0          | 0     | 101 | 3   | 2015            | -           | -                |
| Rep. Ceca | 2       | 2     | 0          | 0     | 88  | 3   | 2019            | -           | -                |
| Serbia    | 2       | 2     | 0          | 0     | 60  | 7   | 2023            | -           | -                |
| Russia    | 2       | 2     | 0          | 0     | 45  | 20  | 2004            | -           | -                |
| Danimarca | 1       | 1     | 0          | 0     | 65  | 0   | 2014            | -           | -                |
| Polonia   | 1       | 1     | 0          | 0     | 28  | 2   | 2017            | -           | -                |
| Brasile   | 1       | 1     | 0          | 0     | 31  | 6   | 2015            | -           | -                |
| Ungheria  | 1       | 1     | 0          | 0     | 9   | 2   | 2022            | -           | -                |
| Austria   | 6       | 4     | 0          | 2     | 175 | 100 | 2018            | -           | 2022             |
| Svezia    | 8       | 5     | 0          | 3     | 176 | 143 | 2013            | -           | 2007             |

### Saldo in pareggio
| Nazionale   | Giocate | Vinte | Pareggiate | Perse | PF | PS | Ultima vittoria | Ultimo pari | Ultima sconfitta |
| ----------- | ------- | ----- | ---------- | ----- | -- | -- | --------------- | ----------- | ---------------- |
| Paesi Bassi | 2       | 1     | 0          | 1     | 25 | 23 | 1988            | -           | 1991             |

### Saldo negativo
| Nazionale     | Giocate | Vinte | Pareggiate | Perse | PF  | PS  | Ultima vittoria | Ultimo pari | Ultima sconfitta |
| ------------- | ------- | ----- | ---------- | ----- | --- | --- | --------------- | ----------- | ---------------- |
| Finlandia     | 9       | 4     | 0          | 5     | 110 | 182 | 2018            | -           | 2024             |
| Italia        | 5       | 2     | 0          | 3     | 37  | 94  | 2016            | -           | 2021             |
| Gran Bretagna | 10      | 2     | 0          | 8     | 148 | 221 | 2018            | -           | 2023             |
| Germania      | 8       | 1     | 0          | 7     | 107 | 209 | 2017            | -           | 2011             |
| Corea del Sud | 1       | 0     | 0          | 1     | 0   | 3   | -               | -           | 2007             |
| Messico       | 1       | 0     | 0          | 1     | 7   | 20  | -               | -           | 2015             |
| Canada        | 1       | 0     | 0          | 1     | 10  | 45  | -               | -           | 2011             |
| Giappone      | 3       | 0     | 0          | 3     | 16  | 106 | -               | -           | 2011             |
| Stati Uniti   | 3       | 0     | 0          | 3     | 3   | 143 | -               | -           | 2015             |

## Roster storici
| Roster della Francia - Mondiale 2011 |
| --- |
| Quarterback - 1 Paul Bresaz-Latille - 12 Paul Durand - 13 Max Sprauel Running Back - 22 Dimitri Kiernan - 23 Sandino Octobre - 28 Laurent Marceline - 34 Sebastien Torel Wide Receiver - 4 Steve Delaval - 8 Anthony Dablé-Wolf - 18 Jérémy Rabot - 19 Artchill Monney - 24 Jérémy Larroque - 47 Cesar Hebel - 81 Bounouar Mellak Offensive Linemen - 53 Alexis Stropiano - 62 Fabien Ducousso - 73 Tony Niel - 74 Jean-Philippe Eldin - 75 Bastien Pereira - 76 Djadji Daffe - 77 Rémi Fournier - 78 Guillaume Saliah - 79 Olivier Bordin Defensive Linemen - 51 Anthony Cheron - 56 Frantzy Dorlean - 66 Fatih Caliskan - 90 David Larochelle - 91 Mehdi Bekheira - 98 Thibault Capitaine Linebacker - 5 Julien Zuppardi - 40 Samuel Rafaillac - 42 Cédric Cotar - 44 Thomas Mimouni - 45 Giovanni Nanguy - 48 Kevin Demichelis - 52 Nicolas Prevost Defensive Back - 2 Florent Cajazzo - 3 Arnaud Vidaller S - 6 Steve Berton - 7 Aurélien Fourgeaud CB - 9 Nuno dos Santos - 21 Kewin Bordas - 25 Tony Rayapin - 26 Alexandre Marquignon Special Team - 15 Bruno Nekili K/P Roster aggiornato al 19 dicembre 2024 Coaching staff HC/OC Larry Legault · DC Robert Tucker · QB Perez Mattison · RB Mathias Torre · WR Julien Granier · TE Lionel Friedrich · OL Emmanuel Maguet · DL Roméo Bandison · LB Stéphane Murat · DB Rudolf Fonkoué · ST Sylvain Prader |

| Roster della Francia - Mondiale 2015 |
| --- |
| Quarterback - Aymeric Dethelot - Paul Durand - Perez Mattison Running Back - Brice Marçais - Brice Rontet - Jason Aguemon - Stephen Yepmo - Théo Sasa Essele Wide Receiver - Anthony Couvin - Anthony Dablé-Wolf - Artchill Monney - Benjamin Plu - Elvy Varela - Franck Bozec - Guillaume Moliner - Mickael Doukoure - Romain Clot - Steve Delaval Tight End - Dan Longin - Kevin Mwamba - Robin Sebeille Offensive Linemen - Aniss Salama Ahamadi - Arnaud Montgenie - Boubacar Diakite - Hugues Sejean - Jean-Amour Fazer - Karl-William Mbaka - Mamoudou Doumbouya - Nyohor Badiane - Olivier Bordin - Rémi Fournier - Romain Kneubühler - Walter Gomes - Washney Elas Defensive Linemen - Averdié Mizius DT - Clarck Longin DT - Giovanni Nanguy DE - Karin Nour DE - Mamadou Sy DT - Quantin Schiano DE - Robin Mouton DE - Samuel Norca DE - Sirodj Souleymanov DT - Valentin Gnahoua DE - Willy N'Kishi DT Linebacker - Alexandre le Gallo - Armel Ahidazan - Arnaud Couanon Vertueux - Julien Daumont - Killian Marmion - Matthieu Fayard - Pierre-Yves Ducher - Théophile Servant - Tristan Bart Defensive Back - Arnaud Vidaller S - Aurélien Fourgeaud CB - David dalla Longa S - Hugo Bertrand CB - Kevin Yuan CB - Sandy Marcin CB - Sébastien Sejean S - Sofiane Didouh CB - Thomas Dotou CB - Tony Anderson S - Victor Ferrier S Special Team Roster aggiornato al 18 dicembre 2024 Coaching staff HC/OC Patrick Esume · DC Bob Valescente · OL Andreas Nommensen · QB Wanja Muller · RB Laurent Marceline · WR Mathias Torre · DL Martin Ricard · LB Stéphane Murat · DB Rudolf Fonkoué |

| Roster della Francia - Italia-Francia 2016 |
| --- |
| Quarterback - Aymeric Dethelot - Hadrien Lynda - Sullivan Silverio Running Back - Jason Aguemon - Andreas Betza - Brice Rontet - Alexander Tsassong - Stephen Yepmo Wide Receiver - Jefferson Alexandre - Patrick Botela - Stéphane Fortes - Brice Coquin - Loic Lesuperbe - Nelson Tsimi - Elvy Varela Tight End - Quentin Gramage - Kevin Mwamba - Robin Sebeille Offensive Linemen - Olivier Bordin - Mamoudou Doumbouya - Jean-Philippe Eldin - Rémi Fournier - Nyohor Badiane - Aniss Salama Ahamadi - Seran Sissoko - Loic Soutenare Defensive Linemen - Valentin Gnahoua DE - Robin Mouton DE - Giovanni Nanguy DE - Samuel Norca DE - Averdié Mizius DT - Romain Faucon DT - Willy N'Kishi DT - Sirodj Souleymanov DT - Mamadou Sy DT Linebacker - Armel Ahidazan - Tristan Bart - Matthieu Fayard - Claudio Jacquin - Killian Marmion - Baptiste Noir Defensive Back - Jean-Alphonse Edris CB - Souleymane Karamoko CB - Sandy Marcin CB - Benh Woll Tchiyoko Ly Tati CB - Kevin Yuan CB - Rodrigue Aligenes S - Pierre Courageux S - David Oliveira de Sousa S - Sébastien Sejean S Special Team Roster aggiornato al 13 dicembre 2024 Coaching staff HC/OC Patrick Esume · DC/LB Stéphane Murat · DB Rudolf Fonkoué · RB Laurent Marceline · OL Andreas Nommensen · DAC/ST Quentin Schiano · ST Nicholas Simoneau · WR Mathias Torre |

| Roster della Francia - Giochi Mondiali 2017 |
| --- |
| Quarterback - 5 Aymeric Dethelot - 8 Jérémy Duponchelle - 12 Paul Durand Running Back - 22 Vincent Begou - 23 Stephen Yepmo - 30 Nicolas Khandar - 34 Brice Rontet Wide Receiver - 13 Andrew James - 15 Stéphane Fortes - 19 Charles Delaroque - 27 Murphy Balame-Putu - 40 Robin Sebeille - 44 Kevin Mwamba - 80 Nelson Tsimi - 81 Jefferson Alexandre Offensive Linemen - 61 Raphaël Kidari - 69 Nyohor Badiane - 70 Mamoudou Doumbouya - 72 Jean-Amour Fazer - 74 Jean-Philippe Eldin - 75 Bastien Pereira - 78 Arnaud Montgenie - 79 Olivier Bordin Defensive Linemen - 45 Giovanni Nanguy - 54 Averdié Mizius - 59 Romain Faucon - 76 Willy N'Kishi - 83 Pierrick Autret - 90 Valentin Gnahoua - 91 Mehdi Bekheira - 92 Robin Mouton Linebacker - 9 Alexandre le Gallo - 31 Armel Ahidazan - 42 Claudio Jacquin - 43 Matthieu Fayard - 50 Etienne Roudel Defensive Back - 1 Pierre Courageux - 7 Jean-Alphonse Edris - 14 Victor Ferrier - 21 Yann Dita-Balotoken - 24 Sébastien Sejean - 32 Souleymane Karamoko - 33 Sandy Marcin - 36 Maxime Roger Special Team - 16 Anthony Alix Roster aggiornato al 12 dicembre 2024 Coaching staff HC Patrick Esume · AC Stefan Mau |

| Roster della Francia - Europeo 2018 |
| --- |
| Quarterback - 5 Aymeric Dethelot Flash de La Courneuve - 12 Paul Durand Flash de La Courneuve Running Back - 23 Stephen Yepmo Black Panthers de Thonon - 28 Jason Aguemon Flash de La Courneuve - 36 Jérome Valbon Wasa Royals - 34 Jason Bofunda Gladiateurs de la Queue-en-Brie Wide Receiver - 6 Patrick Botela Cougars de Saint-Ouen-l'Aumône - 11 Marc Bony Molosses d'Asnières - 13 Andrew James Dauphins de Nice - 80 Nelson Tsimi Spartiates d'Amiens - 81 Jefferson Alexandre Black Panthers de Thonon - 82 Aymeric Nicault Argonautes d'Aix-en-Provence - 84 Cheikhou Sow Molosses d'Asnières Tight End - 40 Robin Sebeille Hildesheim Invaders - 44 Kevin Mwamba Flash de La Courneuve Offensive Linemen - 61 Raphaël Kidari Aigles de Chambéry - 67 Romain Kneubühler Molosses d'Asnières - 69 Nyohor Badiane Flash de La Courneuve - 70 Washney Elas Flash de La Courneuve - 75 Bastien Pereira Calanda Broncos - 78 Arnaud Montgenie Ours de Toulouse - 79 Olivier Bordin Cougars de Saint-Ouen-l'Aumône Defensive Linemen - 45 Giovanni Nanguy - 54 Averdié Mizius Flash de La Courneuve - 59 Raphaël Demarty Cougars de Saint-Ouen-l'Aumône - 63 Jean-Claude Mouliom Molosses d'Asnières - 66 Romain Faucon Black Panthers de Thonon - 66 Fayade Said Blue Stars de Marseille - 92 Abdel Djilali Aho Blue Stars de Marseille - 96 Jordan Avissey Thetford Mines Filons - 98 Gerard Augusty Flash de La Courneuve Linebacker - 42 Claudio Jacquin Black Panthers de Thonon - 43 Matthieu Fayard Falcons de Bron-Villeurbanne - 47 David Paul Spartiates d'Amiens - 53 Massimo Pignataro Argonautes d'Aix-en-Provence - 57 Steven Tresfield Gladiateurs de la Queue-en-Brie Defensive Back - 1 Amir Kilani Flash de La Courneuve - 4 Billy Bryan Kangourous de Pessac - 7 Jean-Alphonse Edris Rouge et Or de l'Université Laval - 21 Yann Dita-Balotoken - 24 Sébastien Sejean Molosses d'Asnières - 26 Victor Ferrier Black Panthers de Thonon - 30 Souleymane Karamoko Rouge et Or de l'Université Laval - 33 Maxime Venot-Petit Seinäjoki Crocodiles - 36 Maxime Roger Gladiateurs de la Queue-en-Brie Special Team Roster aggiornato al 17 ottobre 2018 Coaching staff HC Patrick Esume · OL Andreas Nommensen · QB Stefan Mau · LB Stéphane Murat · WR Mathias Torre · DB Rudolf Fonkoué · DL Frantzy Dorlean · ST Nicholas Simoneau · RB Laurent Marceline |

| Roster della Francia - Italia-Francia Semifinale Europeo 2021 (annullata) |
| --- |
| Quarterback - Léo Cremades - Camille Thouary - Joachim Torrelli Running Back - Baptiste Aubert - Jason Bofunda - Guillaume Buquet - Joannice Gonçalves Wide Receiver - Jean Bidaux - Nicolas Cremer - Valentin Debois - Mamoudou Drame - Stéphane Fortes - Pierre Hilderald - Vincent Monteiro Tight End - Terence Manigold Offensive Linemen - Matthieu Basta - Thomas Fileccia - Hugo Kappler - Raphaël Kidari - Alexandre Lopes - Arnaud Montgenie - Paul Nobue - Will Nzau Defensive Linemen - Bernard Bongesse - Boris Degas - Olivier Gyan - Averdié Mizius - Jean-Claude Mouliom - Dylhan Roche - Fayade Said - David Trevisan Linebacker - Noah Bagreaux - Claudio Jacquin - Bryan Jubert - Massimo Pignataro Defensive Back - Pierre Courageux - Kenny Floret - Antoine Grandon - Ryan Jouanneau - Souleymane Karamoko - Amir Kilani - Hadrien Lynda - Sandy Marcin - Khefil Osseni - Louis Tribouley Special Team Roster aggiornato al 16 dicembre 2024 |

| Roster della Francia - Finlandia-Francia Finale 3º - 4º posto Europeo 2021 |
| --- |
| Quarterback - 7 Joachim Torrelli - 16 Léo Cremades - 19 Merlin Barreiro Running Back - 2 Jason Aguemon - 26 Dylan Charbonnel - 28 Joannice Gonçalves - 32 Philéas Pasqualini Wide Receiver - 4 Rémi Bertellin - 5 Benjamin Plu - 11 Jefferson Alexandre - 14 Pierre Hilderald - 15 Vincent Monteiro - 81 Jean Bidaux - 82 Aymeric Nicault - 83 Nicolas Cremer - 84 Rudy Dumar Offensive Linemen - 59 Malik Aliane - 62 Alexis Laurent - 65 Hugo Kappler - 74 Ryan Iguejdal - 75 Matthieu Basta - 77 Thomas Fileccia - 78 Arnaud Montgenie Defensive Linemen - 6 Fayade Said - 54 Averdié Mizius - 55 Dylhan Roche - 63 Jean-Claude Mouliom - 91 Hugo de la Cruz - 93 Olivier Gyan - 94 Alexandre Dedieu Linebacker - 13 Eddy Abdullah - 18 Kenny Floret - 43 Massimo Pignataro - 45 Cyril Guillemin - 47 Paul Veritas Defensive Back - 1 Pierre Courageux - 1 Amir Kilani - 8 Macéo Beard-Aigret - 9 Hadrien Lynda - 10 Louis Tribouley - 21 Khefil Osseni - 22 Aymane el Aasri - 23 Chaska Rémy Perron - 24 Maxime de Falcis - 25 Adel Bafdile Special Team Roster aggiornato al 9 dicembre 2024 Coaching staff HC Jean-Philippe Danglor |